# Brodosavce
Brodosanë en albanais et Brodosavce en serbe latin (en serbe cyrillique : Бродосавце) est une localité du Kosovo située dans la commune/municipalité de Dragash/Dragaš et dans le district de Prizren/Prizren. Selon le recensement kosovar de 2011, elle compte 2 839 habitants, tous albanais.
Selon le découpage administratif de la Serbie, la localité fait partie de la municipalité de Prizren. Brodosanë est également connu sous d'autres noms albanais comme Brodosavcë ou Bresanë.

## Démographie

### Évolution historique de la population dans la localité
| 1948  | 1953  | 1961  | 1971  | 1981  | 1991  | 2011  |
| ----- | ----- | ----- | ----- | ----- | ----- | ----- |
| 1 219 | 1 229 | 1 353 | 1 861 | 2 498 | 2 999 | 2 839 |

|  |